# Ziegenartige
Die Ziegenartigen (Caprini) sind eine Tribus der Hornträger (Bovidae). In dieser Gruppe werden die Schafe und Ziegen (einschließlich der Steinböcke) samt ihren näheren Verwandten wie Gämsen und Moschusochsen zusammengefasst. Die Gruppe umfasst rund 63 lebende Arten.

## Allgemeines
Verglichen mit anderen Hornträgern sind Ziegenartige mittelgroße, kompakt gebaute Tiere mit stämmigen Gliedmaßen. Sie sind an gebirgige und manchmal auch polare Lebensräume angepasst. Mit Ausnahme des Tschiru tragen beide Geschlechter Hörner, bei einigen Gattungen wie Schafen und Ziegen sind die der Männchen jedoch deutlich größer als die der Weibchen. Andere Arten zeigen hingegen kaum einen Geschlechtsdimorphismus.
Ziegenartige haben im Gegensatz zu den meisten anderen Unterfamilien der Hornträger ihren Verbreitungsschwerpunkt nicht in Afrika, sondern in Eurasien, wo sie vorwiegend gebirgige Lebensräume bewohnen. In Afrika sind sie nur mit wenigen Arten vertreten; einige Vertreter kommen auch in Nordamerika vor.

## Systematik
Die Systematik der Ziegenartigen ist nicht unumstritten, insbesondere innerhalb der Gattungen der Schafe und der Ziegen gibt es Differenzen bezüglich der Artenanzahl. Die folgende Systematik folgt weitgehend Groves & Grubb 2011, berücksichtigt aber auch weitere Entwicklungen:
- Tribus Caprini Gray, 1821
  - Gattung Pantholops Hodgson, 1834

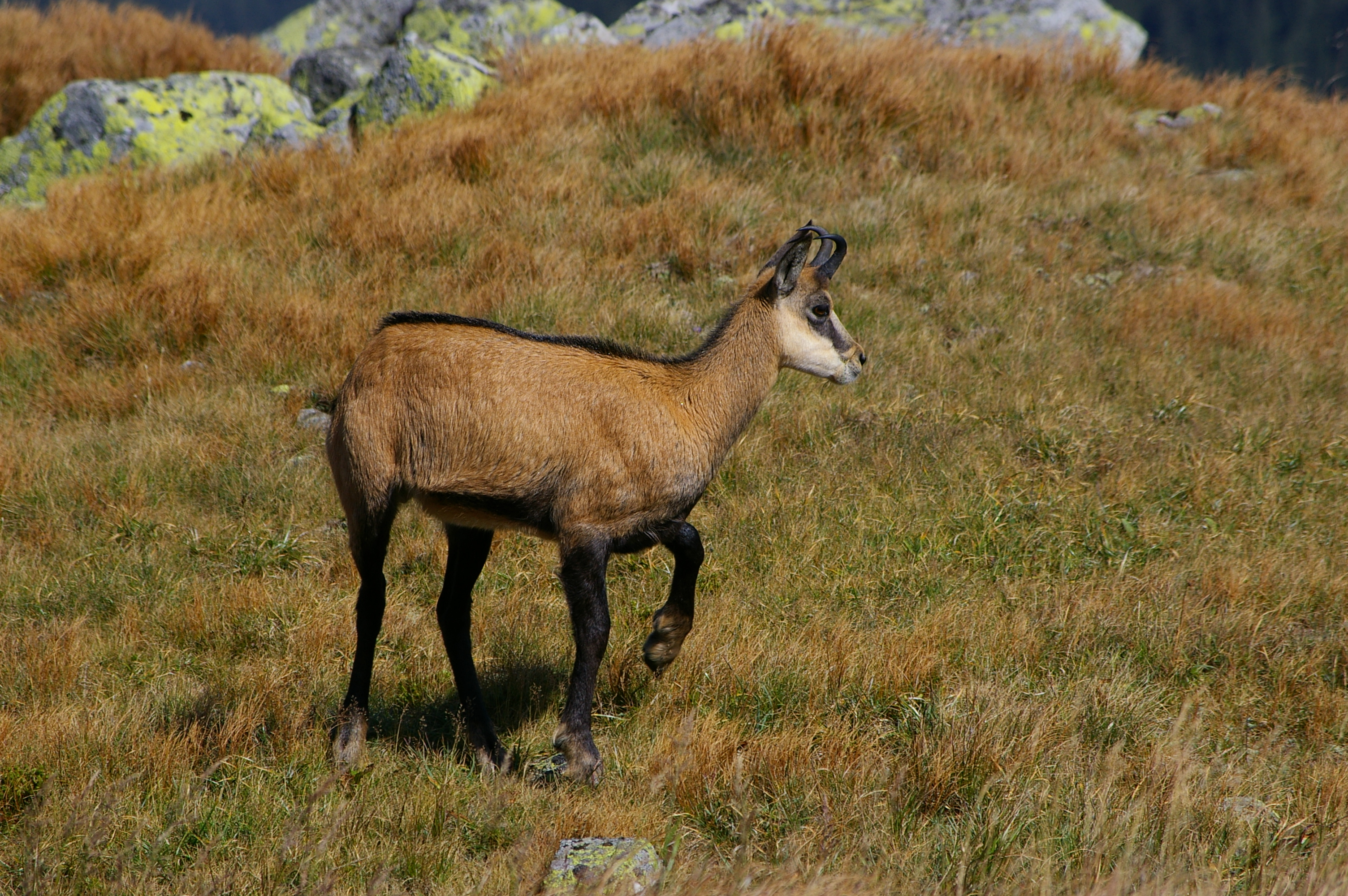
Gämse (Rupicapra rupicapra)

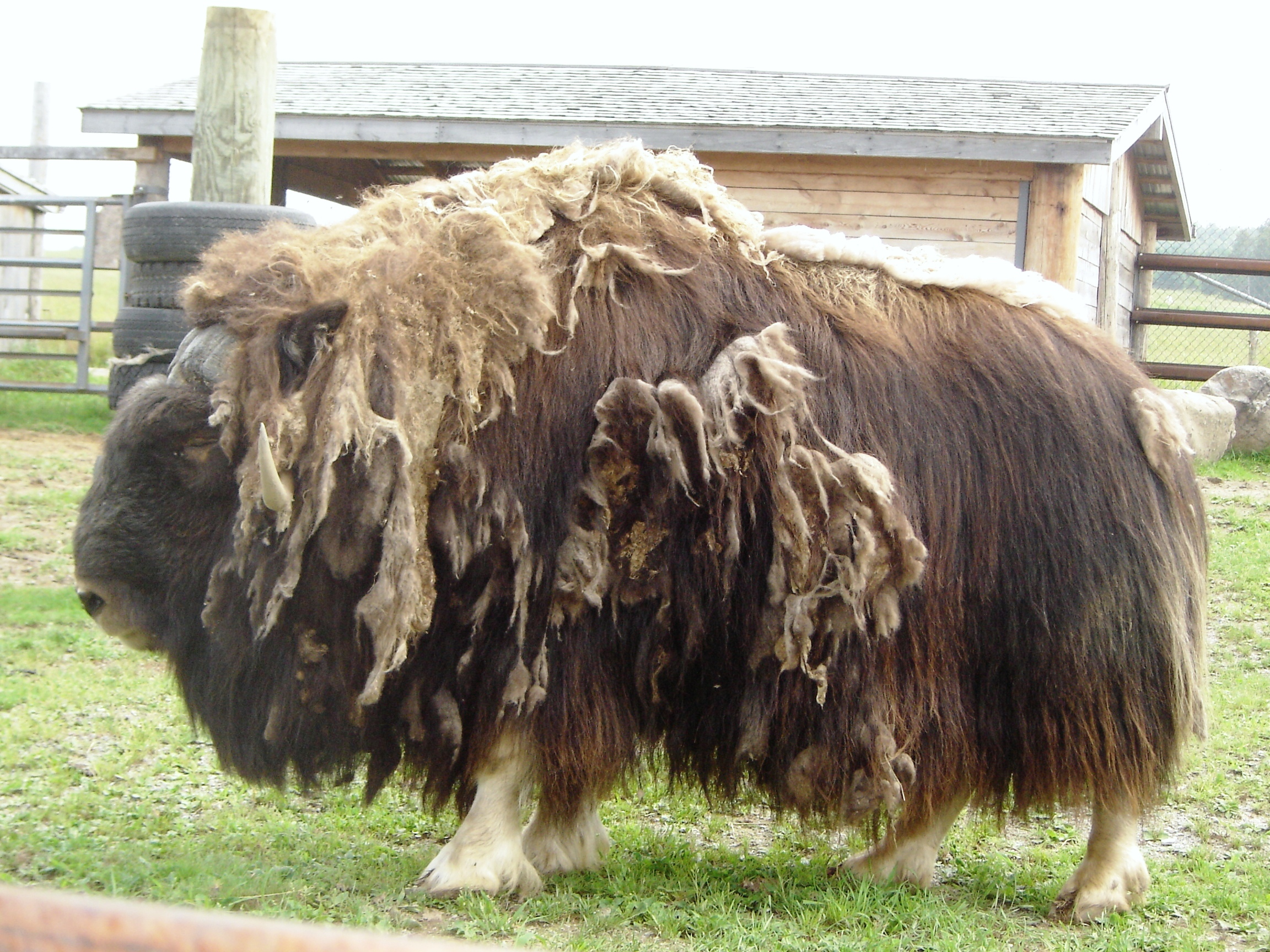
Moschusochse (Ovibos moschatus)

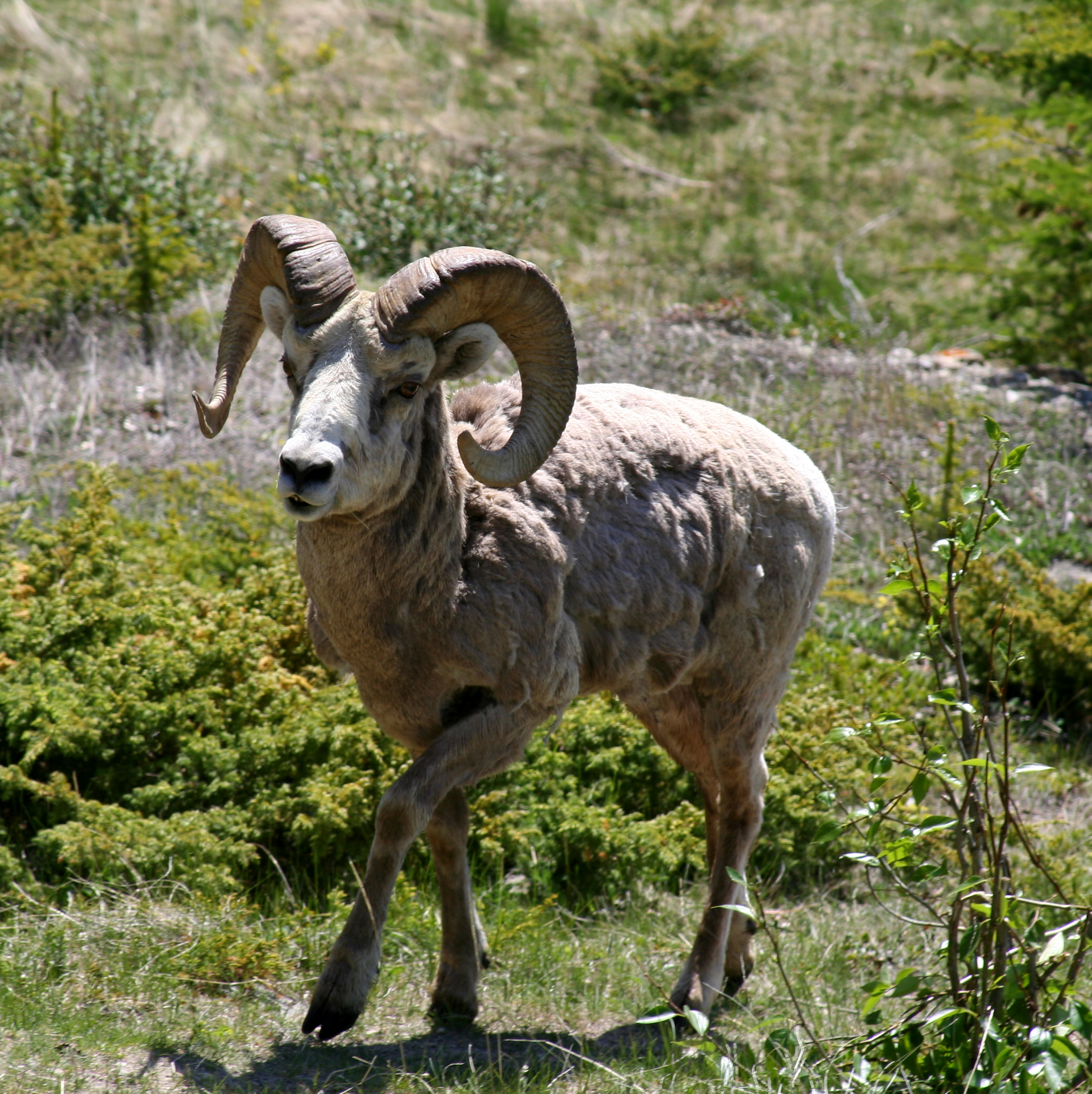
Dickhornschaf (Ovis canadensis)

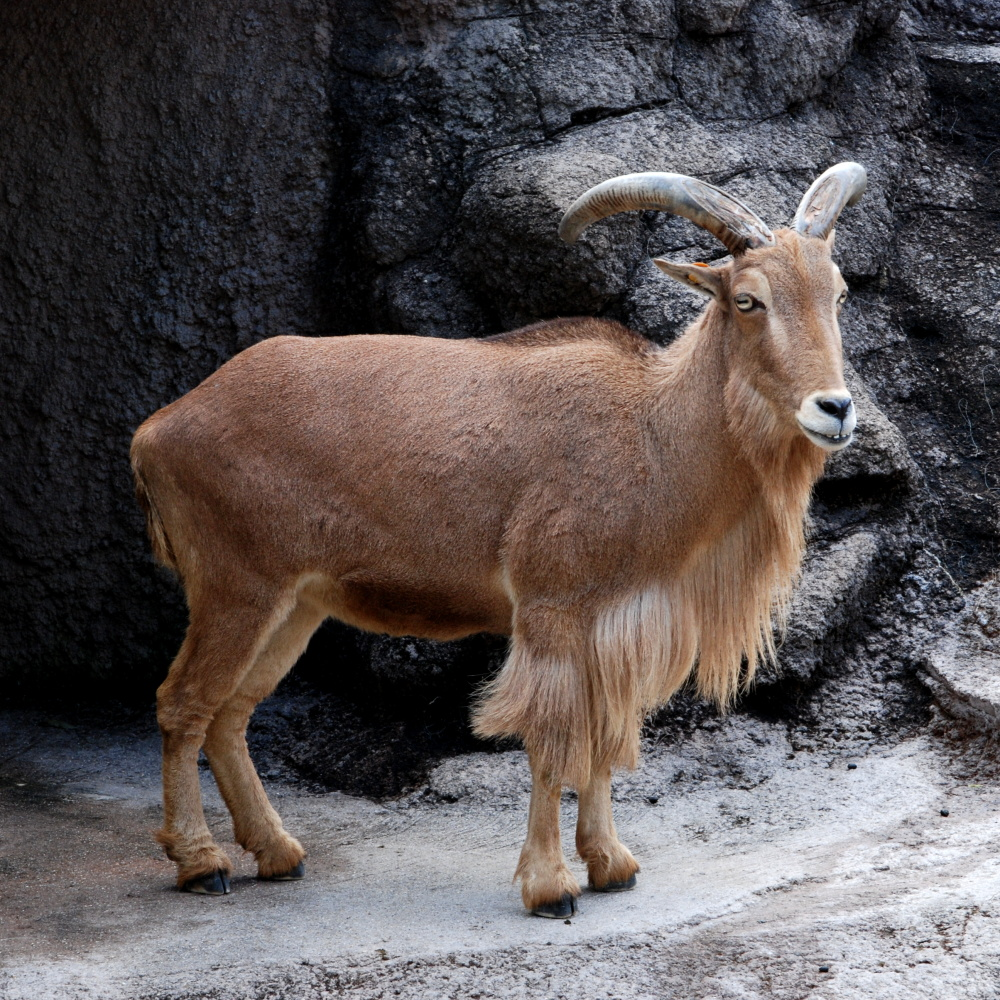
Mähnenspringer (Ammotragus lervia)

    - Tschiru (Pantholops hodgsoni (Abel, 1826))

  - Gattung Oreamnos Rafinesque, 1817
    - Schneeziege (Oreamnos americanus (de Blainville, 1816))

  - Gattung Takine (Budorcas Hodgson, 1850)
    - Goldtakin (Budorcas benfordi Thomas, 1911)
    - Mishmi-Takin oder Takin (Budorcas taxicolor Hodgson, 1850)
    - Sichuan-Takin (Budorcas tibetana Milne-Edwards, 1874)
    - Bhutan-Takin (Budorcas whitei Lydekker, 1907)

  - Gattung Ammotragus Blyth, 1840
    - Mähnenspringer (Ammotragus lervia (Pallas, 1777))

  - Gattung Arabitragus Ropiquet & Hassanin, 2005
    - Arabischer Tahr (Arabitragus jayakiri (Thomas, 1894))

  - Gattung Hemitragus Hodgson, 1841
    - Himalaya-Tahr (Hemitragus jemlahicus (C. H. Smith, 1826))

  - Gattung Blauschafe (Pseudois Hodgson, 1846)
    - Blauschaf (Pseudois nayaur (Hodgson, 1833))
    - Zwergblauschaf (Pseudois schaeferi Haltenorth, 1963)

  - Gattung Ziegen (Capra Linnaeus, 1758)
    - Wildziege oder Bezoarziege (Capra aegagrus Erxleben, 1777); aus dieser Art wurde die Hausziege domestiziert
    - Westkaukasischer Steinbock oder Kuban-Tur (Capra caucasica Güldenstedt & Pallas, 1783)
    - Ostkaukasischer Steinbock oder Dagestan-Tur (Capra cylindricornis (Blyth, 1841))
    - Schraubenziege oder Markhor (Capra falconeri (Wagner, 1839))
    - Alpensteinbock (Capra ibex Linnaeus, 1758)
    - Nubischer Steinbock oder Syrischer Steinbock (Capra nubiana F. Cuvier, 1825)
    - Iberiensteinbock (Capra pyrenaica Schinz, 1838)
    - Sibirischer Steinbock (Capra sibirica (Pallas, 1776))
    - Äthiopischer Steinbock (Capra walie Rüppell, 1835)

  - Gattung Nilgiritragus Ropiquet & Hassanin, 2005
    - Nilgiri-Tahr (Nilgiritragus hylocrius (Ogilby, 1838))

  - Gattung Schafe (Ovis Linnaeus, 1758)
    - Altai-Wildschaf (Ovis ammon (Linnaeus, 1758))
    - Oman-Wildschaf (Ovis arabica Sopin & Harrison, 1986)
    - Tadschikistan-Wildschaf (Ovis bochariensis Nasonov, 1914)
    - Dickhornschaf (Ovis canadensis Shaw, 1804)
    - Kasachstan-Wildschaf (Ovis collium Severtzov, 1873)
    - Afghanisches Urialschaf oder Turkmenistan-Wildschaf (Ovis cycloceros Hutton, 1842)
    - Dall-Schaf (Ovis dalli Nelson, 1884)
    - Gobi-Wildschaf (Ovis darwini Przewalski, 1883)
    - Armenisches Wildschaf (Ovis gmelini Blyth, 1841)
    - Tibet-Argali (Ovis hodgsoni Blyth, 1841)
    - Isfahan-Wildschaf (Ovis isphahani Nasonov, 1910)
    - Nordchina-Wildschaf oder Nordchinesischer Argali (Ovis jubata Peters, 1876); vermutlich ausgestorben
    - Tienshan-Argali (Ovis karelini Severtzov, 1873)
    - Laristan-Wildschaf (Ovis laristanica Nasonov, 1909)
    - Karatau-Wildschaf (Ovis nigrimontana Severtzov, 1873)
    - Schneeschaf (Ovis nivicola Eschscholtz, 1829)
    - Wildschaf (Ovis orientalis); aus dieser Art wurde das Hausschaf domestiziert
    - Pamir-Argali (Ovis polii Blyth, 1841)
    - Punjab-Wildschaf (Ovis punjabiensis Lydekker, 1913)
    - Kysylkum-Wildschaf (Ovis severtzovi Nasonov, 1914)
    - Ladakh-Wildschaf (Ovis vignei Blyth, 1841)

  - Gattung Gämsen (Rupicapra de Blainville, 1816)
    - Anatolische Gämse oder Kleinasien-Gämse (Rupicapra asiatica Lydekker, 1908)
    - Karpaten-Gämse (Rupicapra carpatica Couturier, 1938)
    - Abruzzen-Gämse (Rupicapra ornata Neumann, 1899)
    - Kantabrische Gämse (Rupicapra parva Cabrera, 1911)
    - Pyrenäen-Gämse (Rupicapra pyrenaica Bonaparte, 1845)
    - Gämse oder Alpengämse (Rupicapra rupicapra (Linnaeus, 1758))

  - Gattung Myotragus Bate, 1909
    - † Höhlenziege (Myotragus balearicus Bate, 1909)

  - Gattung Gorale (Naemorhedus C. H. Smith, 1827)
    - Roter Goral (Naemorhedus baileyi Pocock, 1914)
    - Langschwanzgoral oder Nordchina-Goral (Naemorhedus caudatus  (Milne-Edwards, 1876))
    - Tibetanischer Goral (Naemorhedus  cranbrooki Hayman, 1961)
    - Burma-Goral (Naemorhedus evansi (Lydekker, 1905))
    - Grauer Goral oder Osthimalaya-Goral (Naemorhedus goral (Hardwicke, 1825))
    - Chinesischer Goral oder Westchina-Goral (Naemorhedus griseus (Milne-Edwards, 1871))

  - Gattung Seraue (Capricornis Ogilby, 1837)
    - Japanischer Serau (Capricornis crispus (Temminck, 1844))
    - Roter Serau (Capricornis rubidus Blyth, 1863)
    - Südlicher Serau oder Sumatra-Serau (Capricornis sumatraensis (Bechstein, 1799))
    - Taiwan-Serau oder Fomosa-Serau (Capricornis swinhoei Gray, 1862)

  - Gattung Ovibos de Blainville, 1816
    - Moschusochse (Ovibos moschatus (Zimmermann, 1780))

Die Zugehörigkeit des Tschiru war lange umstritten. Er wurde manchmal zu den Gazellenartigen gestellt oder in einer eigenen Unterfamilie, Panthalopinae, abgetrennt. Aufgrund molekularer Untersuchungen wurde seine Zugehörigkeit zu den Ziegenartigen bestätigt. Ebenso umstritten waren zwei früher zu den Ziegenartigen gerechnete Arten: die Saiga, die heute zu den Gazellenartigen gerechnet wird, und das Vietnamesische Waldrind, das heute zu den Bovinae zählt. Die Tahre galten früher als Mitglieder einer einzigen Gattung (Hemitragus), sie zeigen aber genetisch unterschiedliche Verwandtschaftsverhältnisse.